# 元禄太平記
『元禄太平記』（げんろくたいへいき）は、1975年1月5日から12月28日まで放送されたNHK大河ドラマ第13作。主演は石坂浩二。
忠臣蔵をテーマにした大河ドラマとしては、『赤穂浪士』（1964年）に続き2作目にあたる。

## 企画・制作
元禄赤穂事件を5代将軍徳川綱吉の側用人・柳沢吉保の側から描くという、当時としては斬新な切り口の作品となっている。
原作は南條範夫による書き下ろし小説で、放送同年の1975年に日本放送出版協会から刊行されたが、後に角川書店、徳間書店より文庫版が刊行された。なお、南條作品の大河化は本作が唯一である。柳沢を主軸に元禄赤穂事件を描くというスタイルは、南条の「脚光を浴びていない人物を主人公にして見方を変える」という狙いによるものだった。
本作における松の廊下事件の原因は、塩田経営の成功を試みる柳沢に取り入るため、吉良が浅野に領地替えを勧めたのを浅野が拒否したことから、吉良が浅野に嫌がらせをしたことになっている。浅野には「エキセントリックで神経質な人物」という設定が与えられ、片岡孝夫（現・十五代目片岡仁左衛門）が演じた。
山鹿流陣太鼓というものは実在しないという史実に基づき（原作者の南條範夫は史料に全く記述が無いことから、大石良雄と山鹿素行は無関係としている）、本作品の討ち入りシーンでは陣太鼓が使われていない。赤穂浪士による討ち入りを描いた第50回「満願の雪」は、実際に討ち入りがあった元禄15年旧暦12月14日にちなんで12月14日に放送された。忠臣蔵を題材にした大河ドラマの他の作品では、いずれも討ち入りの回は赤穂四十七士に掛けた第47回目に放送されている。
1975年5月8日、本作の撮影現場に、放送期間中に来日したイギリス女王エリザベス2世が見学に訪れた。本編の映像はVTRで撮影が行われたが、この見学映像はフィルムで残されており、2015年2月23日放送の『NHKニュースおはよう日本』で公開された（この中では石坂のインタビューも公開されている）。
主演の石坂は、1969年の『天と地と』で主役の上杉謙信を演じて以来、大河ドラマ2度目の主役となった。大河ドラマの主役を2度務めるのは、平幹二朗以来2人目となる。石坂の起用について、サードディレクターを務めた大原誠は、討ち入りを否定する柳沢には彼なりの論理があり、そうした人物を演じるのに「非常に端正な顔をした、ハンサムな男が悪をやって、初めて悪の怖さが出る」と述べている。石坂自身も、柳沢が大石内蔵助と面識があったという設定に加え、「ただの悪役にしたくない」という制作側の意向を知って、役を受けたいと思ったと回想している。

## 反響
最高視聴率41.8%、平均視聴率24.7%（関東地区、ビデオリサーチ調べ）。
大石内蔵助および柳沢兵庫のほうが主役の柳沢吉保よりも人気があったという。

## 登場人物
各登場人物の歴史的事項・史実との違い等については当該記事を参照。

### 柳沢家
柳沢吉保（やなぎさわ よしやす）
（柳沢保明→柳沢吉保）
演：石坂浩二
綱吉により2020石の小納戸役から側用人に取り立てられ1万石を加増される。その後も綱吉の期待に応えることで栄達の道を進み、やがては石高22万石の大名となり大老にも並ぶ地位を得て、その権勢は絶頂を迎えるが、そこへ赤穂浪士の吉良邸討ち入り事件が発生する。その措置について自身がほぼ関与できなかったことから凋落を迎え、綱教・綱吉も相次いで病没する。家宣に接近することで巻き返しを図るが不調に終わると、「自分の陽はもう昇ることはない」として、潔く権力の座から去る。
柳沢兵庫（やなぎさわ ひょうご）
演：竹脇無我
吉保の甥（架空の人物）。当初はやや厭世的な一面を見せ、吉保とは何かと対立するが、赤穂浪士たちと出会い、協力するやときと恋仲になることで、自身の生きる道を見い出していく。浪士の討ち入りにも協力するが、討ち入り後にときが殺害されたことを知り、その亡骸を弔うと両刀を捨て何処かへと去っていく。劇中では姓を「信花（のぶはな）」と改めている。
染子（そめこ）
演：若尾文子
吉保の側室。
町子（まちこ）
（弁子→町子）
演：松原智恵子
同じく吉保の側室。
定子（さだこ）
演：稲垣美穂子
吉保の正室。
柳沢安貞（やなぎさわ やすさだ）
（安暉→柳沢安貞）
演：川崎公明（少年期：山崎有右）
吉保の嫡男。

### 赤穂四十七士
大石内蔵助（おおいし くらのすけ）
演：江守徹
赤穂藩の家老。遊郭で放蕩に加え男色も嗜む粋人。若い頃に火事騒ぎで偶然出会った吉保の事を覚えている。
討ち入りでは吉良上野介の遺体を見て、傷の治療跡から本人だと確認する。
大石主税（おおいし ちから）
演：中村勘九郎（少年期：庄野たけし）
内蔵助の嫡男。男色の趣味があり陰間と関係がある。
討ち入りでは裏門の大将を務める。
堀部安兵衛（ほりべ やすべえ）
演：関口宏
堀部弥兵衛（ほりべ やへえ）
演：有島一郎
吉田忠左衛門（よしだ ちゅうざえもん）
演：中村伸郎
片岡源五右衛門（かたおか げんごえもん）
演：日高晤郎
小野寺十内（おのでら じゅうない）
演：加藤嘉
不破数右衛門（ふわ かずえもん）
演：目黒祐樹
原惣右衛門（はら そうえもん）
演：垂水悟郎
矢頭右衛門七（やがしら えもしち）
演：小坂まさる
大高源吾（おおたか げんご）
演：竜崎勝
赤埴源蔵（あかはに げんぞう）
演：長沢大
武林唯七（たけばやし ただしち）
演：美濃部厚
小屋から撃って出てきた吉良上野介を、斬殺する。
寺坂吉右衛門（てらさか きちえもん）
演：綿引洪
奥田孫太夫（おくだ まごだゆう）
演：浜田寅彦
前原伊助（まえはら いすけ）
演：福田豊土
間喜兵衛（はざま きへえ）
演：嵯峨善兵

### 大石家
陸（りく）
演：岡田茉莉子
大石無人（おおいし むじん）
演：安部徹
八助（やすけ）
演：今福将雄
お軽（おかる）
演：志摩みずえ

### 赤穂藩
浅野内匠頭（あさの たくみのかみ）
演：片岡孝夫
阿久里（あぐり）
演：松坂慶子
大野九郎兵衛（おおの くろべえ）
演：三国一朗
奥野将監（おくの しょうかん）
演：巌金四郎
毛利小平太（もうり こへいた）
演：磯部勉
浅野大学（あさの だいがく）
演：西田健
小山源五右衛門（こやま げんごえもん）
演：大塚周夫
萱野源蔵（かやの げんぞう）
演：粟津號
小山田庄左衛門（おやまだ しょうざえもん）
演：大門正明
藤井又右衛門（ふじい またえもん）
演：村上冬樹
矢頭長七（やとう ちょうしち）
演：佐々木孝丸
赤穂藩家臣
演：風間杜夫

### 吉良家
吉良上野介（きら こうづけのすけ）
演：小沢栄太郎
高家肝煎。勅使饗応の指南役。
最期は小屋から撃って出たところを、武林唯七に斬殺される。
小林平八（こばやし へいはち）
演：辻萬長
上杉家から派遣された吉良家家臣。二刀流の達人。
清水一学（しみず いちがく）
演：三善英史
生え抜きの吉良家家臣。女物の打掛けで登場する剣士。
左右田源八（そうだ げんぱち）
演：森本レオ
素行の悪い浪人。吉良家の用心棒になり妹のときを吉良の側女として差し出す。小説では準主役的立場。

### 徳川家
徳川綱吉（とくがわ つなよし）
演：芦田伸介
五代将軍。
お伝の方（おでんのかた）
演：草笛光子
綱吉の側室。
徳川家宣（とくがわ いえのぶ）
（甲府綱豊→徳川家宣）
演：木村功
後の六代将軍。綱吉意中の紀伊綱教の対抗馬であるため身の危険を感じ、水戸光圀の助言により病を装い難を避ける。将軍就任後、自身に取り入ろうとする吉保に対して隠居を勧める。
桂昌院（けいしょういん）
演：細川ちか子
綱吉の生母。
大典侍局（おおすけのつぼね）
演：松平純子
綱吉の側室。

### 幕府
右衛門佐（うもんのすけ）
演：中野良子
大奥の女中。
間部宮内（まなべ くない）
演：古谷一行
家宣の側近。
荻原重秀（おぎわら しげひで）
演：成田三樹夫
堀田将監（ほった しょうげん）
演：神田隆
松平右京大夫輝貞（まつだいら うきょうだゆうてるさだ）
演：池田秀一
梶川与惣兵衛（かじかわ よそべえ）
演：早川雄三
阿部豊後守（あべ ぶんごのかみ）
演：森塚敏
土屋相模守（つちや さがみのかみ）
演：真弓田一夫
土屋主税（つちや ちから）
演：内藤武敏
稲葉丹後守（いなば たんごのかみ）
演：西国成男
小笠原佐渡守（おがさわら さどのかみ）
演：大久保正信
秋元但馬守（あきもと たじまのかみ）
演：河村弘二
多門伝八郎（たもん でんぱちろう）
演：小山田宗徳
保田越前守（やすだ えちぜんのかみ）
演：田島義文
荒木十郎左衛門（あらき じゅうろうざえもん）
演：渥美國泰
堀小四郎（ほり こしろう）
演：武内亨
内田三郎衛門（うちだ さぶろうえもん）
演：下條正巳
牧野成貞（まきの なりさだ）
演：松下達夫
大久保権右衛門（おおくぼ ごんえもん）
演：戸沢佑介

### 諸藩
水戸光圀（みと みつくに）
演：森繁久彌
綱吉や吉保に対して極めて批判的である為に隠居に追い込まれる。身の危険を感じている家宣に病を装うよう助言する。隠居の挨拶の際、綱吉を強烈に皮肉った。
紀伊綱教（きい つなのり）
演：島村美輝
綱吉の後継者として吉保から期待されていたが病死。
紀伊光貞（きい みつさだ）
演：毛塚守夫
南部直政（なんぶ なおまさ）
演：渡辺文雄
吉保と共に側用人に取り立てられる。
鶴見内蔵助（つるみ くらのすけ）
演：山形勲
堀内伝右衛門（ほりうち でんえもん）
演：北村和夫
島津綱久（しまづ つなひさ）
演：中条静夫
藤井紋太夫（ふじい もんだゆう）
演：横森久
大久保忠方（おおくぼ ただかた）
演：細川俊夫
牟岐平右衛門（むぎ へいえもん）
演：塚本信夫
戸田釆女正（とだ うねめのしょう）
演：伊藤正博

### その他
新井白石（あらい はくせき）
演：入川保則
家宣の侍講。家宣の将軍就任直後に吉保を排除するように進言する。
生駒十蔵（いこま じゅうぞう）
演：蟹江敬三
綱吉暗殺を企むも失敗。
鷹司兼熈（たかつかさ かねひろ）
演：中村又五郎
紀伊国屋文左衛門（きのくにや ぶんざえもん）
演：藤岡琢也
荻生徂徠（おぎゅう そらい）
演：岸田森
隆光（りゅうこう）
演：金田龍之介
林信篤（はやし のぶあつ）
演：内田朝雄
宗海（そうかい）
演：三津田健
四方庵宗徧（しほうあん そうへん）
演：龍岡晋
磯女（いそめ）
演：東恵美子
とき弥（ときや）
（とき→とき弥）
演：三林京子
左右田源八の妹。兵庫と恋仲になるが、兄により吉良家へ側女として差し出される。しかし、これは吉良邸の様子を知りたい兵庫や安兵衛の願いも受けてのことであり、討ち入りに際には浪士達に協力するも、清水一角によって斬殺される。死の間際「兵庫さま」と言い残した。
吉弥（きちや）別名：おしん
演：黒柳徹子
おげん
演：江波杏子
お妙（おたえ）
演：竹下景子
弥之（やすけ）
演：峰竜太
お美乃（おみの）
演：池上季実子
中島五郎作（なかじま ごろうさく）
演：花柳喜章
細井広沢（ほそい こうたく）
演：久米明
堀内源太左衛門（ほりうち げんたざえもん）
演：高松英郎
羽倉斎（はくら いつき）
演：村井国夫
宝井其角（たからい きかく）
演：下元勉
お艶（おつや）
演：鮎川いづみ
万里小路局（までのこうじのつぼね）
演：南風洋子
桔梗局（ききょうのつぼね）
演：初井言榮
今出川局（いまでがわのつぼね）
演：北城真記子
神尾主膳（かみお しゅぜん）
演：草薙幸二郎
倉林出雲守頼時（くらばやし いずものかみよりとき）
演：梅野泰靖
柳原前大納言（やなぎはら さきのだいなごん）
演：松尾文人
佐平（さへい）
演：青木富夫
婆さん
演：田中筆子
浮橋（うきはし）
演：藤ひろ子
お兼（おかね）
演：菅井きん
猿橋（さるはし）
演：清水綋治
たみ
演：鷲尾真知子
辰五郎（たつごろう）
演：平泉成
小者
演：千葉繁
町人
演：北村弘一
野次馬
演：田村錦人
町奉行
演：勝部演之
町奉行
演：田島義文
紀文の客
演：大村千吉
その他
演：市川海老蔵、久松保夫、加藤和恵

## スタッフ
- 原作：南條範夫『元禄太平記』
- 脚本：小野田勇、小幡欣治、土橋成男
- 音楽：湯浅譲二
- 語り：福本義典
- 演奏：東京コンサーツ
- テーマ演奏：NHK交響楽団
- テーマ指揮：若杉弘
- 時代考証：相馬皓
- 振付：今井栄子
- 殺陣：林邦史朗
- 演出：斎藤暁、岡本喜侑、大原誠、榎本一生、加藤郁雄、東海林通
- 美術：小林喬、佐藤武俊、岡本忠士
- 技術：門弘、三村三三郎
- 効果：川崎清、村田幸治、後藤伸行
- 制作：古賀龍二

## 放送
特記が無い限りNHKクロニクルのNHK番組表ヒストリーで確認。

### 通常放送時間
- NHK総合テレビジョン：毎週日曜 20時00分 - 20時45分
- （再放送）NHK総合テレビジョン：毎週土曜 13時25分 - 14時10分[注釈 3]

### 放送日程
| 第1回                                                      | 01月05日 | 栄光の座         | 小幡欣治 | 斎藤暁   |
| 第2回                                                      | 01月12日 | 大奥の女たち     | 小幡欣治 | 岡本憙侑 |
| 第3回                                                      | 01月19日 | 世嗣暗闘         | 小幡欣治 | 大原誠   |
| 第4回                                                      | 01月26日 | 虚と実           | 小幡欣治 | 斎藤暁   |
| 第5回                                                      | 02月02日 | 将軍お成り       | 小幡欣治 | 岡本憙侑 |
| 第6回                                                      | 02月09日 | 観桜の宴         | 小幡欣治 | 大原誠   |
| 第7回                                                      | 02月16日 | 光圀乱心         | 小幡欣治 | 斎藤暁   |
| 第8回                                                      | 02月23日 | 兵庫参上         | 小野田勇 | 岡本憙侑 |
| 第9回                                                      | 03月02日 | 昼行灯出陣       | 小野田勇 | 大原誠   |
| 第10回                                                     | 03月09日 | 内蔵助ふたり     | 小野田勇 | 斎藤暁   |
| 第11回                                                     | 03月16日 | 陽にそむく男     | 小野田勇 | 岡本憙侑 |
| 第12回                                                     | 03月23日 | 女ごころ男ごころ | 小野田勇 | 大原誠   |
| 第13回                                                     | 03月30日 | 染子憂愁         | 小野田勇 | 斎藤暁   |
| 第14回                                                     | 04月06日 | 世直し事始め     | 小野田勇 | 岡本憙侑 |
| 第15回                                                     | 04月13日 | 出世屋敷         | 小野田勇 | 大原誠   |
| 第16回                                                     | 04月20日 | 運命の影         | 小野田勇 | 斎藤暁   |
| 第17回                                                     | 04月27日 | 柳沢殿御内意     | 小野田勇 | 岡本憙侑 |
| 第18回                                                     | 05月04日 | 刃傷松の廊下     | 小野田勇 | 大原誠   |
| 第19回                                                     | 05月11日 | 嵐の中の人々     | 小野田勇 | 斎藤暁   |
| 第20回                                                     | 05月18日 | 悲愁赤穂城       | 小野田勇 | 岡本憙侑 |
| 第21回                                                     | 05月25日 | 山科風韻         | 小幡欣治 | 大原誠   |
| 第22回                                                     | 06月01日 | 両国橋の襲撃     | 小幡欣治 | 斎藤暁   |
| 第23回                                                     | 06月08日 | 江戸からの刺客   | 小幡欣治 | 岡本憙侑 |
| 第24回                                                     | 06月15日 | 挑戦             | 小幡欣治 | 大原誠   |
| 第25回                                                     | 06月22日 | 大石東下り       | 小幡欣治 | 榎本一生 |
| 第26回                                                     | 6月29日  | 心の証し         | 小幡欣治 | 斎藤暁   |
| 第27回                                                     | 07月06日 | 吉保上洛         | 小幡欣治 | 岡本憙侑 |
| 第28回                                                     | 07月13日 | 再会             | 小幡欣治 | 大原誠   |
| 第29回                                                     | 07月20日 | 裏切り           | 小幡欣治 | 斎藤暁   |
| 第30回                                                     | 07月27日 | 伏見撞木町       | 小幡欣治 | 岡本憙侑 |
| 第31回                                                     | 08月03日 | 内蔵助遊蕩       | 小幡欣治 | 大原誠   |
| 第32回                                                     | 08月10日 | 呪い             | 小幡欣治 | 斎藤暁   |
| 第33回                                                     | 08月17日 | 罠               | 小幡欣治 | 岡本憙侑 |
| 第34回                                                     | 08月24日 | 最後の嘆願       | 小幡欣治 | 大原誠   |
| 第35回                                                     | 08月31日 | 決断の時         | 小幡欣治 | 斎藤暁   |
| 第36回                                                     | 09月07日 | 吉良邸探索       | 土橋成男 | 岡本憙侑 |
| 第37回                                                     | 09月14日 | 追われる立場     | 土橋成男 | 大原誠   |
| 第38回                                                     | 09月21日 | 旅立ち           | 土橋成男 | 斎藤暁   |
| 第39回                                                     | 09月28日 | 策謀             | 土橋成男 | 榎本一生 |
| 第40回                                                     | 10月05日 | 最後の出府       | 土橋成男 | 斎藤暁   |
| 第41回                                                     | 10月12日 | 二つの影         | 小野田勇 | 加藤郁雄 |
| 第42回                                                     | 10月19日 | 陰の同志         | 小野田勇 | 斎藤暁   |
| 第43回                                                     | 10月26日 | 布石             | 小野田勇 | 榎本一生 |
| 第44回                                                     | 11月02日 | 時ぞ至れる       | 小野田勇 | 斎藤暁   |
| 第45回                                                     | 11月09日 | 連署血判         | 小野田勇 | 榎本一生 |
| 第46回                                                     | 11月16日 | 十二月五日の襲撃 | 小野田勇 | 斎藤暁   |
| 第47回                                                     | 11月23日 | 女人哀慕         | 小野田勇 | 東海林通 |
| 第48回                                                     | 11月30日 | 吉報             | 小野田勇 | 榎本一生 |
| 第49回                                                     | 12月07日 | 討入り前夜       | 小野田勇 | 斎藤暁   |
| 第50回                                                     | 12月14日 | 満願の雪         | 小野田勇 | 斎藤暁   |
| 第51回                                                     | 12月21日 | 内蔵助最期       | 小野田勇 | 榎本一生 |
| 最終回                                                     | 12月28日 | 落日の人         | 小野田勇 | 斎藤暁   |
| 平均視聴率 24.7%（視聴率は関東地区・ビデオリサーチ社調べ） |          |                  |          |          |

### 総集編
- 前編　栄光の章：1975年12月30日　19時15分から20時54分
- 後編　落日の章：1975年12月31日　19時20分から20時55分

## 映像の現存状況
本放送回は第2回「大奥の女たち」、第3回「世嗣暗闘」、第7回「光圀乱心」、第18回「刃傷松の廊下」が現存しているが、その後当ドラマの出演者が録画したビデオテープが、NHKに提供されており現存数は増えつつある。また総集編は前後編が共に現存し、NHKアーカイブスで視聴可能となっている他、VHS・DVDも販売されている。
1978年に東京12チャンネルで総集編が再放送され、2009年に第18回「刃傷松の廊下」が時代劇専門チャンネルにて再放送された。1995年の大河ドラマ『八代将軍吉宗』では本ドラマの吉良邸討ち入りの場面が使用された（吉良義央は紀州徳川家と縁続きだったため登場。吉良役を柳生博が演じた）。「元禄赤穂事件が描かれてないので興をそがれた」という視聴者の手紙に近松門左衛門役の江守徹をして「予算不如意ゆえに『元禄太平記』の映像を拝借仕った。大石は拙者を演じている江守徹ゆえ、ごちゃまぜになるので登場させなかったのでござる」と説明させている（もっとも、これは演出であり、現実には本作で古谷一行が演じた間部の役を本作の主演である石坂が演じ、石坂が演じた柳沢の役を榎木孝明が演じている）。
なお、NHKBS2で本作の総集編が再放送された際、ゲストとして登場した江守徹が「うちには全話録画してある」とコメントしていた。この江守が保存していた映像は、2011年1月2日にNHK衛星ハイビジョンで放送された『大河ドラマ50～見せます! 大河のすべて～』、および同月8日に総合テレビで放送された『カウントダウン「江」～大河ドラマ50作すべて見せます～』にて紹介されたが、NHKにビデオテープは提供されていない。
2016年1月には、岡田茉莉子が自宅に保存していたUマチックテープから第9回「昼行灯出陣」が見つかり、NHKに提供された。岡田の夫である映画監督の吉田喜重がビデオの録画収集癖があり、その関係で録画されたものではないかと思われるという。
2019年12月には、三善英史が自宅に保存していた本作のUマチックテープ41本をNHKに提供した。その結果、未発掘回が残り11回となり、欠落などで不完全だった3回分のうち2回分が補完されることとなった。三善は2020年に「ひるまえほっと」のゲストとして出演した際に「本当は全部録画したんですが何本かが行方不明」「引っ越しをした時に、ちょっと預けたりしたもので分からなくなっていて、引き続き探したいと思います。」とコメントした。
NHKではマスターテープが失われた過去の放送番組の収集（制作関係者や一般視聴者らへのビデオテープ提供の呼びかけなど）を進めている。
- NHK未保存回一覧（2020年10月現在、残11回分）

第7回「光圀乱心」
第12回「女ごころ男ごころ」
第17回「柳沢殿 御内意」
第30回「伏見撞木町」
第31回「内蔵助遊蕩」
第34回「最後の嘆願」
第36回「吉良邸探索」
第38回「旅立ち」
第39回「策謀」
第51回「内蔵助最期」
第52回（最終回）「落日の人」

## 関連作品
- 元禄太平記 忠臣蔵討入りの助っ人たち（1995年、テレビ朝日系）
本作と同じ原作を用いた長編テレビ作品。制作にあたっては、主人公を柳沢吉保から柳沢（信花）兵庫に変更するなど、若干の設定変更が成されている。信花兵庫役は松平健、柳沢吉保役は津川雅彦。